# Astrologisch tijdperk
Een astrologisch tijdperk is in de astrologie een tijdsperiode die volgens astrologen overeenkomt met grote veranderingen in de ontwikkeling van de bewoners van de Aarde, vooral met betrekking tot cultuur, maatschappij en politiek. Er zijn twaalf astrologische tijdperken die overeenkomen met de twaalf dierenriemtekens in de westerse astrologie:
- Leeuwtijdperk (algemeen aangenomen: ca. 10.500 - 8000 v.Chr.)
- Kreefttijdperk (volgens de interpretatie van Neil Mann: ca. 8600 - ca. 6450 v.Chr.)
- Tweelingentijdperk (Neil Mann: ca. 6450 - ca. 4300 v.Chr.)
- Stiertijdperk (N.M.: ca. 4300 - ca. 2150 v.Chr.)
- Ramtijdperk (N.M.: ca. 2150 v.Chr. - ca. 1 n.Chr.)
- Vissentijdperk (N.M.: ca. 1 - 2150 n.Chr.)
- Watermantijdperk (N.M.: vanaf 2150 n.Chr.)
- Steenboktijdperk
- Boogschuttertijdperk
- Schorpioentijdperk
- Weegschaaltijdperk
- Maagdtijdperk

## Kosmisch Grootjaar
Als elk van de 12 dierenriemtekens evenveel graden inneemt binnen een cirkel van 360°, zo doorloopt de zon in een Kosmisch Grootjaar de hele cirkel van de dierenriem, dan neemt elk astrologisch tijdperk 2.160 jaar in beslag. Dat heeft te maken met de precessie van de equinox, die 72 jaar per graad bedraagt, dus 2.160 jaar per 30°. Een Kosmisch Grootjaar, de tijd die de zon nodig heeft om de hele dierenriem te doorlopen, is daarom 25.920 jaar, 12 maal 2.160 jaar. De duur van de boven aangegeven tijdperken zijn een schatting en komen niet nauwkeurig met 2.160 jaar overeen.  